# 十亀賢二
十亀 賢二（そがめ けんじ、1946年11月26日 - ）は愛媛県出身の元プロゴルファー。

## 来歴
新居浜商業高校卒業。
1972年の中四国オープンでは細石憲二の2位、1973年の同大会では金海繁・細石・岡部洋三・上野忠美を抑えて増田光彦の2位に入った。1974年の同大会では開催された松永カントリークラブのコースレコード64を樹立し、1966年の中四国選手権で内田繁が記録した67を8年ぶりに塗り替えた。
1973年のブリヂストントーナメントでは初日に68をマークし、前田新作・島田幸作・安田春雄と並んでの9位タイでスタートした。
1975年の中四国オープンでは冨田三十士・増田を抑えると同時に岡部と並んで上野の2位タイに入り、1978年の関西プロでは初日に陳健振（中華民国）・上田鉄弘・窪田茂・上野・藤井義将・柴田猛と並んでの4位タイでスタートした。
1980年の中四国オープンでは2日目に69をマークして上野と並んでの4位タイ、3日目には2日連続69で3位に上がるが、最終日にはアマチュア倉本昌弘の快挙を許す2位に終わった。
1982年の静岡オープンでは初日を竹安孝博・宮本康弘・河野高明と並んでの6位タイでスタートし、2日目には青木基正・出口栄太郎・謝永郁（中華民国）と並んでの10位タイとなる。
1983年にホームコースの志度カントリークラブで開催されたKSB瀬戸内海オープンでは、初日に6アンダー66の単独トップに立つなど大会を盛り上げ、安田・牧野裕・内田・藤木三郎・小林富士夫・杉原輝雄・吉武恵治・新井規矩雄・金井清一・高橋五月、高橋勝成、磯崎功・前田、石井秀夫・鈴木規夫・石井裕士を抑えて優勝。
最終日には、予選落ちの石井裕が、誤って後輩の石井秀のバッグを持ち帰る珍事が発生する中、十亀は終盤17番まで通算5アンダーの単独トップと好調を維持。最終ホールは流石に硬くなったのか、パー5で2打目をボギーで通算4アンダーとなり、大差で追いかける安田とのプレーオフで雌雄を決することになる。安田は前日イーブンパー72で21位、最終組から7組も前で4アンダー68のベストスコアをマークし、通算4アンダーでホールアウト。安田は上位に浮上していたが、最終組が終わるまで1時間半もあったため、帰路の飛行便を1便早めて帰宅を急いでしまい、最終組の十亀がホールアウトした時に、トップに並ぶ安田はすでに高松空港のロビーにいたのである。
プレーオフが決まって関係者は安田を探していた時、すでに安田は空港にいることが判明。その時に当時スポーツ紙記者であったゴルフジャーナリストの武藤一彦はプレスルームで「まずいことになった」と感じ、高松空港に事情を話し、ロビーの安田に呼び出しをかけ、できれば折り返しコースに電話を入れてくれるよう頼んだ。やがて、5分もしないうちに安田からプレスルームに電話が入った。プレーオフになった旨を伝えると驚愕し、息を呑んで「どうしよう」と何回も口走った。安田は「ホールアウトしたときは首位と4打差で、2位には2打差しかなかったが、5、6人がひしめき、俺の優勝なんか考えもしなかった。逆転なんて誰が見たってありっこなかった」と語り、流石に慌てて「俺、失格なの?」「それとも始末書?」「どうしたらいいの?」と矢継ぎ早に武藤に質問。
プレーオフの権利を放棄することは罰則の対象ではなかったが、その後は競技委員長の増田ら本部役員との話となった。結局優勝は十亀、2位に安田と決まり、プロゴルフ界では以来、優勝争いをする者は最終組がホールアウトするまでコースの外に出ない、という取り決めが常識となった。表彰式で十亀はコース上空に機影を発見し、手を合わせた。
同年の兵庫県オープンでは寺本一郎・川上実・一岡義典に次ぎ、奥寛・金山和雄と並んでの4位タイに入った。
1984年の富山県オープンでは初日に松本紀彦・佐野修一・天野勝・鷹巣南雄に次ぐと同時に今井昌雪・野口茂・秋富由利夫・井上幸一と並んでの6位タイでスタートし、1987年の中四国オープンでは倉本・上野に次ぐと同時に奥田靖己と並んで4位タイに入る。
1987年のKSB瀬戸内海オープンでは初日を秋富、ブレッド・オグル（オーストラリア）、高橋勝・高橋五・杉原・中尾豊健と並んでの3位タイ、1988年のテーラーメイド瀬戸内海オープンでは初日を室田淳・入江勉・吉村金八と並んでの3位タイでスタートした。
1985年から松永CCでプロ・アマ・研修生により行われている「ミッドサマーオープン」では1988年・1990年2位、1993年2位タイ、1994年3位タイに入った。
1993年のキャスコ岡山オープンでは田中文雄と並んでの7位タイに入り、1996年のミズノオープンを最後にレギュラーツアーから引退。
シニア転向後は2003年の日本シニアオープンで初日に首位の野口裕樹夫と3打差、海老原清治と並んでの2位タイ発進を決める。

## 主な優勝
- 1983年 - KSB瀬戸内海オープン